# البروسية والاشتراكية
البروسية والاشتراكية (تُلفظ بالألمانية: [ˈpʁɔʏsn̩tuːm ʊnt zotsi̯aˈlɪsmʊs] ،Prussian-dom and Socialism) هو كتاب لأوسفالد شبينغلر نشر في عام 1919 تناول العلاقة بين الشخصية البروسية والاشتراكية اليمينية.
رد شبينغلر على الادعاء بأن صعود الاشتراكية في ألمانيا لم يبدأ مع التمردات الماركسية من عام 1918 إلى عام 1919، ولكن في عام 1914 عندما شنت ألمانيا الحرب، توحدت الأمة الألمانية في صراع وطني ادعى أنه كان قائمًا على الخصائص الاشتراكية البروسية، بما في ذلك الإبداع والانضباط والاهتمام بالخير والإنتاجية والتضحية بالنفس. ادعى شبنغلر أن هذه الصفات البروسية اشتراكية كانت موجودة في جميع أنحاء ألمانيا، وذكرت أن عملية الاندماج للقومية الألمانية مع هذا النوع من الاشتراكية بينما مقاومة الماركسية والأممية الاشتراكية سيكون في مصلحة ألمانيا.
كانت اشتراكية شبينغلر البروسية شائعة بين اليمين السياسي الألماني، وخاصة اليمين الثوري الذي نأى بنفسه عن المحافظة التقليدية.  أثرت مفاهيمه عن الاشتراكية البروسية على النازية والحركة الثورية المحافظة.

## مفاهيم
استخدم شبينغلر الأفكار المعادية للإنجليزية التي تناولها يوهان بلينج وفيرنر سومبارت خلال الحرب العالمية الأولى التي أدانت الليبرالية الإنجليزية والبرلمانية الإنجليزية بينما كانت تدعو إلى اشتراكية وطنية خالية من الماركسية من شأنها أن تربط الفرد بالدولة من خلال التنظيم المؤسسي. 

## الشخصية البروسية والاشتراكية
ادعى سبنغلر أن الخصائص البروسية الاشتراكية كانت موجودة في جميع أنحاء ألمانيا والتي تضمنت الإبداع والانضباط والاهتمام بالخير والإنتاجية والتضحية بالنفس.  وصف سبنغلر الاشتراكية خارج منظور الصراع الطبقي وقال «إن معنى الاشتراكية هو أن الحياة لا تتحكم فيها المعارضة بين الأغنياء والفقراء، ولكن من الدرجة التي يمنحها الإنجاز والمواهب. وهذه هي حريتنا، والتحرر من الاستبداد الاقتصادي للفرد».  تناول حاجة الألمان لقبول الاشتراكية البروسية لتحرير أنفسهم من أشكال الحكومة الأجنبية:
ذهب سبنغلر إلى أبعد من ذلك لإظهار الفرق بين الطبيعة الرأسمالية في إنجلترا والاشتراكية البروسية بالقول:
ادعى سبنغلر أن فريدرش فيلهلم الأول ملك بروسيا أصبح «الاشتراكي الواعي الأول» لتأسيس التقليد البروسي للانضباط العسكري والبيروقراطي.  ادعى سبنغلر أن أوتو فون بسمارك تابع الاشتراكية البروسية من خلال تنفيذه للسياسة الاجتماعية التي تكمل سياساته المحافظة بدلاً من تناقضها كما يدعي الآخرون. 